# Poluj
A Poluj (oroszul: Полуй) folyó Oroszország ázsiai részén, Jamali Nyenyecföldön; az Ob jobb oldali mellékfolyója.

## Földrajz
Hossza: 369 km, vízgyűjtő területe: 21 000 km², évi közepes vízhozama a torkolatnál: 170 (190) m³/sec.
A Poluji-hátságon eredő két forráság, a Mély- és a Száraz-Poluj összefolyásával keletkezik. A Mély-Poluj forrásától számítva hossza 635 km.
A Nyugat-szibériai-alföld északnyugati részén halad északnyugat felé. Alsó szakaszán keresztülfolyik a Bolsoj Polujszkij Szor nevű tavon és Szalehardnál ömlik az Obba. Szélessége itt kb. 250 m, mélysége alacsony vízállásnál a középső szakaszon 1–1,5 m.
Lassú folyású, kanyargós, alföldi folyó. Gyakran mellékágakat képez, medre bizonytalan, mocsaras árterében sok a holtág, kisebb tó. Vízgyűjtő területén több mint 7000 apró tó található, főként a bal parti részeken és az alsó szakasz mentén. 
Általában október közepén befagy, kb. hét és fél hónapig jégpáncél borítja, melynek közepes vastagsága tél végén 80–85 cm. Május második felében, június elején szabadul fel a jég alól.
A Poluj torkolatvidékén, Szalehard mellett kiásott gazdag régészeti leletanyag alapján körvonalazódott egy sajátos, uszty-polujinak nevezett kultúra, mely az Alsó-Ob mentén a Kr. e. első évszázad(ok)ban létezhetett. 